# 中広大橋
中広大橋（なかひろおおはし）は、広島県広島市の天満川に架かる道路橋。

## 概要
広島市道中広宇品線（城南通り）筋の橋。戦前にこの地区にあった「北広瀬橋」が被爆により落橋、その後中広大橋として現在のものに架け替えられている。
上流に国道183号（旧・国道54号）と広島電鉄横川線の併用橋・横川新橋、下流に広島市道天満矢賀線（相生通り）筋の広瀬橋がある。
東詰南側に広島市立広瀬小学校、東へ道沿いに進むと寺町通り（国道183号と広電横川線）との交点があり、広電寺町停留場が最寄の駅となる。さらに道沿いに東へ行き空鞘橋を渡ると広島市中央公園や広島城にたどり着く。
西詰北側に広島西年金事務所、西へ道沿いに行くと広島高速4号線（西風新都線）の中広出入口へたどり着く。

## 歴史
藩政時代、防衛のため城下には架橋規制が引かれており、天満川には下流にある西国街道筋の天満橋と、上流にある出雲石見街道筋の横川橋のみある状況であった。そのため北広瀬橋は、規制が解かれた明治時代以降に架けられたと思われる。現橋より少し下流側に架けられていた。
当時、ここから西に行くと福島川（現在廃川）に「天神橋」という木橋や山手川（現在は拡幅して太田川放水路）に山手橋があった。戦時中に入ると、寺町通りから北広瀬橋東詰まで建物疎開が行われた。1945年（昭和20年）8月6日に原爆被災 。木橋だったため自然に燃え上がり、午後2時には焼け落ちた。
戦後、太田川放水路改修工事に伴い、天神橋付近は埋め立てられている。1967年（昭和42年）3月、「中広大橋」として現在のものが開通した。